# Liga dos Campeões de Hóquei no Gelo
A Liga dos Campeões de Hóquei no Gelo (em inglês:  Champions Hockey League) é uma competição de hóquei no gelo disputada anualmente. Participam 32 clubes repartidos por 8 grupos, passando os 16 melhores à eliminatória seguinte.

## Clubes vencedores do torneio
- 2014/2015 –  Luleå HF [2]
- 2015/2016 -  Frölunda HC [3]
- 2016/2017 -  Frölunda HC
- 2017/2018 –  JYP
- 2018/2019 –  Frölunda HC
- 2019/2020 –  Frölunda HC
- 2020/2021 –
- 2021/2022 –  Rögle BK
- 2022/2023 –  Tappara